# Longton Point
Der Longton Point ist eine Landspitze aus Felsenkliffs und Gletscherbrüchen am südöstlichen Ausläufer von Cook Island im Archipel der Südlichen Sandwichinseln. 
Das UK Antarctic Place-Names Committee benannte sie 1971 nach dem britischen Botaniker Royce Ekins Longton (* 1939), der 1964 an den Vermessungen der Südlichen Sandwichinseln mit der HMS Protector beteiligt war.